# Sparrow (Emeli Sandé)
Sparrow è un singolo della cantante britannica Emeli Sandé, primo estratto dal terzo album in studio Real Life  pubblicato il settembre 2019.

## Descrizione e composizione
Il brano "Sparrow" è stato scritto principalmente da Sandé, con Laidi Saliasi accreditato come cantautore aggiuntivo. Il brano, una ballata con influenze gospel, è stato prodotto dal percussionista Troy Miller con Sandé. Miller ha inoltre scritto gli arrangiamenti per gli archi e ha registrato la strumentazione con la London Symphony Orchestra presso gli Abbey Road Studios di Londra.
Sandé ha descritto i versi del singolo come ispirati dall'inebriante positività del musicista nigeriano Fela Kuti.

## Classifiche
Il singolo ha raggiunto la posizione 50 della Scotland Official Charts e la posizione 53 della UK Download Singles Charts.